# Carles Cuní i Llaudet
Carles Cuní i Llaudet   (Tiana, segle XX) és un periodista català que ha desenvolupat la seva carrera a la ràdio. Va treballar primer a Ràdio Terrassa, i des de 1983 a Catalunya Ràdio. A Catalunya Ràdio va presentar durant els primers anys tot tipus d'informatius, fins que el 1987 va iniciar l'emissió de La nit dels ignorants, que va deixar l'any 1996 perquè la direcció de Catalunya Ràdio va passar el programa de cert èxit a les 2:00 de la matinada per posar en el seu lloc programació esportiva. Entre els anys 1995 i 1996 també va presentar el programa Som i serem de TVC.
És cofundador, juntament amb Miquel Calçada, del Grup Flaix, que inclou les emissores Flaix FM i Ràdio Flaixbac i l'antic canal de televisió Flaix TV.
És germà del també periodista Josep Cuní i va ser membre de la junta directiva d'Òmnium Cultural. En l'actualitat és director de Flaixbac.
El 25 de març de 2004, conjuntament amb Miquel Calçada, rebé el premi al Millor Professional de la Ràdio Associació de Catalunya.